# Штайндорф-ам-Оссиахер-Зе
Штайндорф-ам-Оссиахер-Зе (нем. Steindorf am Ossiacher See) — община (нем. Gemeinde) в Австрии, в федеральной земле Каринтия. 
Входит в состав округа Фельдкирхен.  Население составляет 3623 человека (на 31 декабря 2005 года). Занимает площадь 29,6 км². Официальный код  —  2 10 09.

## Политическая ситуация
Бургомистр общины — Мариалуизе Миттермюллер (АБА) по результатам выборов 2003 года.
Совет представителей общины (нем. Gemeinderat) состоит из 23 мест.
Распределение мест:
- АБА занимает 9 мест;
- СДПА занимает 7 мест;
- АНП занимает 6 мест;
- Партия SAU занимает 1 место.